# Leevi
Leevi küla är en ort i Estland. Den ligger i Veriora kommun och landskapet Põlvamaa, i den sydöstra delen av landet, 220 km sydost om huvudstaden Tallinn. Leevi küla ligger 68 meter över havet och antalet invånare är 250.
Terrängen runt Leevi küla är platt. Runt Leevi küla är det glesbefolkat, med 9 invånare per kvadratkilometer. Närmaste större samhälle är Võru, 17,1 km sydväst om Leevi küla. I omgivningarna runt Leevi küla växer i huvudsak blandskog.